# BATS Global Markets
BATS Global Markets (аббр. от англ. Better Alternative Trading System) — компания, управляющая тремя частными фондовыми биржами, расположенная в пригороде Канзас-Сити, штат Миссури, США. В 2017 BATS Global Markets была поглощена Cboe Global Markets, владеющей биржей CBOE.
BATS основана в июне 2005 года как одна из Electronic Communication Network (ECN). Биржи под управлением BATS: BATS BZX Exchange, BATS BYX Exchange, BATS Trading Limited (BATS Chi-X Europe).
BZX и BYX совместно проводят около 10-13 % от всех торгов в США. Эти две биржи различаются, в основном, ценовой политикой, при этом BZX примерно в 4 раза крупнее BYX. BATS является третьим или четвертым по размеру оператором фондовых бирж.
В октябре 2008 была открыта европейская биржа Chi-X. В первом полугодии 2012 года BATS Chi-X была признана Federation of European Stock Exchanges крупнейшей всеевропейской фондовой биржей по объемам торгов.

## История
BATS основана программистом Дэйвом Каммингсом при участии нескольких брокеров и хедж-фондов. Он принял такое решение после того, как компания Archipelago Holdings была приобретена биржей NYSE, а компания Instinet Group — перешла в состав NASDAQ в 2005.
После этих поглощений два крупнейших биржевых оператора NYSE Euronext и NASDAQ OMX Group заняли около 90 % рынка биржевых услуг и повысили свои тарифы. Создаваемая биржа BATS должна была предложить более низкие цены. Например, она предлагала компаниям бесплатное размещение акций при условии превышения некоторого ежедневного объема торгов. Биржа попыталась создать нишу нейтральной частной биржи, управляемой группой брокеров, в которой ни одна сторона не владеет более чем 20 % биржи.
Компания BATS решила провести первичное размещение акций (IPO) 23 марта 2012 года на собственной площадке с 6 миллионами ценных бумаг по начальной цене в диапазоне 16-18 долларов. В первые же секунды после начала торгов с одного из терминалов, подключенных к бирже NASDAQ, с помощью высокоскоростного алгоритма минимальными лотами в 100 акций по флеш-ордерам IOC (Immediate or Cancel, немедленное исполнение либо отмена, типичный ордер для высокочастотного трейдинга) цена была опущена с 15,75$ до 3 долларов за одну секунду и, в следующую секунду до 0,0002$ (две сотые цента) за акцию. Через несколько секунд установилась цена в 4 цента и, примерно через 10 секунд, торги были остановлены биржевыми прерывателями. Всего для проведения операции использовалось 444 операции, при этом снижение цен производилось линейно в логарифмической шкале. Торги были отменены, а в дальнейшем BATS отозвала своё IPO.
В январе 2013 года BATS признала наличие системной проблемы, из-за которой более 400 тысяч различных ценных бумаг с 2008 года продавались по ценам, несколько отличавшимся от национальных. Таким образом BATS нарушала правила Reg NMS.
В августе 2013 года объявлены планы по слиянию с биржевым оператором Direct Edge, управляющим еще двумя биржевыми площадками. После завершения слияния в середине 2014 года, компания будет обрабатывать около 1/5 всех сделок и, возможно, станет вторым по величине оператором в стране, сместив NASDAQ OMX Group на третье место.